# Eva Charlotta von Schantz
Eva Charlotta von Schantz, född 7 september 1762 i Stockholm, död 8 juni 1819 i Stockholm, var en svensk målare.
Hon var dotter till bankokommissarien Johan Ludvig von Schantz och Ulrika Charlotta Eckerman samt från 1788 gift med brukspatronen Fredrik Wretman. Enligt Rudolf Gagges lista vid Nationalmuseum var von Schantz verksam som målare, men det finns inga kända offentliga verk och de få kända verk som finns bevarade ägs av privata samlare.